# Wyssokoje (Kaliningrad, Slawsk)
Wyssokoje (russisch Высокое, deutsch Popelken, 1938 bis 1945 Markthausen, litauisch Papelkiai) ist ein Ort in der russischen Oblast Kaliningrad. Er gehört zur kommunalen Selbstverwaltungseinheit Stadtkreis Slawsk im Rajon Slawsk.

## Geographische Lage
Wyssokoje liegt 32 Kilometer südöstlich der einstigen Kreisstadt Polessk (Labiau) und 28 Kilometer südwestlich der heutigen Rajonshauptstadt Slawsk (Heinrichswalde) an einer Nebenstraße, die von der russischen Fernstraße A 216 (ehemalige deutsche Reichsstraße 138, heute auch Europastraße 77) bis nach Majowka (Georgenburg) nördlich von Tschernjachowsk (Insterburg) führt. Bis 1945 war der Ort Bahnstation an der Bahnstrecke Juckeln–Mehlauken der Insterburger Kleinbahnen. Heute besteht nur noch Bahnanschluss über Salessje-Nowoje (Mehlauken, 1938 bis 1946 Liebenfelde) an der Bahnstrecke Kaliningrad–Sowetsk (Königsberg–Tilsit).

## Geschichte
Das einst Popelken genannte ehemalige Kirchdorf wurde am 9. April 1874 Amtsdorf und damit namensgebend für einen neu errichteten Amtsbezirk im Kreis Labiau im Regierungsbezirk Königsberg der preußischen Provinz Ostpreußen. Im Jahre 1910 waren in Popelken 1.193 Einwohner registriert. Ihre Zahl stieg bis 1933 auf 1.250 und betrug 1939 noch 1.221. Am 3. Juni – amtlich bestätigt am 16. Juli – des Jahres 1938 wurde Popelken aus ideologischen Gründen der Beseitigung fremdländisch klingender Ortsnamen in „Markthausen“ umbenannt, und auch der Amtsbezirksname wurde in „Amtsbezirk Markthausen“ geändert.
In Kriegsfolge kam der Ort 1945 mit dem nördlichen Teil Ostpreußens zur Sowjetunion und erhielt 1947 die russische Bezeichnung „Wyssokoje“. Gleichzeitig wurde der Ort Sitz eines Dorfsowjets. Zwischen 1947 und 1963 war der Ort dem Rajon Bolschakowo zugeordnet, bis er dann in den Rajon Slawsk wechselte. Von 2008  bis 2015 gehörte Wyssokoje zur Landgemeinde Bolschakowskoje selskoje posselenije und seither zum Stadtkreis Slawsk.

### Amtsbezirk Popelken/Markthausen (1874–1945)
Am 9. April 1875 wurde Popelken Sitz eines gleichnamigen Amtsbezirks, der am 25. August 1938 in „Amtsbezirk Markthausen“ umbenannt wurde und bis 1945 zum Kreis Labiau gehörte. Anfangs waren sechs Kommunen eingegliedert, am Ende waren es noch vier:
| Name                                           | Änderungsname 1938 bis 1946 | Russischer Name  | Bemerkungen                                                 |
| ---------------------------------------------- | --------------------------- | ---------------- | ----------------------------------------------------------- |
| Eszerningken, 1936 bis 1938: Escherningken     | Gutfließ                    | Krasnaja Dubrawa |                                                             |
| Mehlawischken                                  | Liebenort                   |                  |                                                             |
| Paggarszwienen, 1936 bis 1938: Paggarschwienen | Krauseneck                  |                  | 1928 nach Florlauken (1938–1936: Blumenfelde) eingegliedert |
| Popelken                                       | Markthausen                 | Wyssokoje        |                                                             |
| Szallgirren, 1936 bis 1938: Schallgirren       | Schliebenwalde              |                  | 1938 nach Escherninken eingegliedert                        |
| Uszkampen, 1936 bis 1938: Uschkampen           | Kleinmarkthausen            |                  | 1928 nach Popelken eingegliedert                            |
| ab 1884: Wartenburg                            |                             |                  |                                                             |

Am 1. Januar 1945 gehörten noch Gutfließ, Liebenort, Markthausen und Wartenburg zum Amtsbezirk Markthausen.

### Wyssokowski selski Sowet/okrug 1947–2008
Der Dorfsowjet Wyssokowski selski Sowet (ru. Высоковский сельский Совет) wurde im Juni 1947 zunächst im Rajon Tschernjachowsk eingerichtet. Im Juli 1947 gelangte der Dorfsowjet in den neu geschaffenen Rajon Bolschakowo. Seit 1963 gehörte der Dorfsowjet zum Rajon Slawsk. Nach dem Zerfall der Sowjetunion bestand die Verwaltungseinheit als Dorfbezirk Wyssokowski selski okrug (ru. Высоковский сельский округ). Im Jahr 2008 wurden die verbliebenen Orte des Dorfbezirks in die neu gebildete Landgemeinde Bolschakowskoje selskoje posselenije eingegliedert.
| Ortsname                           | Name bis 1947/50                                  | Bemerkungen |
| ---------------------------------- | ------------------------------------------------- | --- |
| Dubrowka (Дубровка)                | Spannegeln                                        | Der Ort wurde 1947 umbenannt. Er gehörte zunächst zu den Dorfsowjets Kalinowski und Bolschakowski.                                           |
| Krasnaja Dubrawa (Красная Дубрава) | Eszerningken/Escherningken, 1938–1945: „Gutfließ“ | Der Ort wurde 1947 umbenannt. |
| Krasnoje (Красное)                 | Lindicken                                         | Der Ort wurde 1947 umbenannt und gehörte zunächst zum Dorfsowjet Kalinowski.                                                                 |
| Lugowoje (Луговое)                 | Schuppinnen                                       | Der Ort wurde 1947 umbenannt und gehörte zunächst zum Dorfsowjet Kalinowski. Er wurde 1997 aus dem Ortsregister gestrichen.                  |
| Malinowka (Малиновка)              | Sprakten                                          | Der Ort wurde 1947 umbenannt. |
| Mostowoje (Мостовое)               | Kallwischken, 1938–1945: „Hengstenberg“           | Der Ort wurde 1950 umbenannt und gehörte zunächst zum Dorfsowjet Kalinowski. Später gelangte er wieder dorthin.                              |
| Nowaja Derewnja (Новая Деревня)    | Ernstwalde                                        | Der Ort wurde 1947 umbenannt und gehörte zunächst zum Dorfsowjet Kalinowski. Er wurde vermutlich vor 1988 an den Ort Krasnoje angeschlossen. |
| Sowetskoje (Советское)             | Korehlen                                          | Der Ort wurde 1950 umbenannt und gehörte zunächst zum Dorfsowjet Bolschakowski.                                                              |
| Wesnowo (Весново)                  | Wasserlauken, 1938–1945: „Wasserlacken“           | Der Ort wurde 1947 umbenannt und gehörte zunächst zum Dorfsowjet Kalinowski.                                                                 |
| Wyssokoje (Высокое)                | Popelken, 1938–1945: „Markthausen“                | Verwaltungssitz |

Der im Jahr 1947 umbenannte Ort Nowaja Schisn (Bittkallen), der zunächst ebenfalls in den Wyssokowski selski Sowet eingeordnet worden war, kam dann (vor 1975) aber zum Salessowski selski Sowet.

## Kirche

### Kirchengebäude
Von der einstigen evangelischen Pfarrkirche in Popelken steht heute lediglich noch eine Turmruine mit Resten der westlichen Außenmauern des Kirchenschiffs. Die Kirche wurde 1768/69 errichtet als Nachfolgebau eines aus dem Jahre 1640 stammenden Gotteshauses. Bei der Kirche handelte es sich um einen verputzten rechteckigen Ziegelbau mit einem Kanzelaltar aus dem 19. Jahrhundert und einem Taufengel von 1720. Aufgrund von Fremdnutzung als Halle zum Trocknen von Getreide sowie fehlender Instandhaltungsmaßnahmen verfällt das im Zweiten Weltkrieg unversehrt gebliebene Gebäude zusehends.

### Kirchengemeinde
Die Popelkener evangelische Kirchengemeinde wurde 1626 gegründet. Bereits von Anfang an bestand eine Pfarrstelle, die im Jahre 1900 um eine zweite aufgestockt wurde. Zum Kirchspiel der Kirche Popelken gehörten bis 1945 insgesamt 47 Ortschaften. 1925 zählte die Gemeinde 6.800 Gemeindeglieder. Sie war dem Kirchenkreis Labiau in der Kirchenprovinz Ostpreußen der Kirche der Altpreußischen Union zugeordnet.
Heute liegt Wyssokoje im Einzugsbereich der in den 1990er Jahren neu entstandenen evangelisch-lutherischen Gemeinde in Bolschakowo (Groß Skaisgirren, 1938 bis 1946 Kreuzingen), einer Filialgemeinde in der Kirchenregion der Salzburger Kirche in Gussew (Gumbinnen) in der Propstei Kaliningrad (Königsberg) der Evangelisch-lutherischen Kirche Europäisches Russland.

## Schule
Schulunterricht wurde in Popelken bereits im 17. Jahrhundert erteilt. Zwischen 1677 und 1683 ist ein Lehrer Stefan Schwarz aktenkundig. Bereits vor dem Ersten Weltkrieg war die Volksschule in Popelken vierklassig und wurde von Schulkindern auch aus Uszkampen/Uschkampen (Kleinmarkthausen), Mehlawischken (Liebenort) und Mehlathal (Liebenhof) besucht. Bis 1901 war hier noch eine Präparandenanstalt untergebracht. Im Jahre 1927 wurde ein neues Schulgebäude errichtet.

## Persönlichkeiten

### Mit dem Ort verbunden
- Adam Friedrich Schimmelpfennig[13] (1699–1763), Liederdichter, Autor litauischer Literatur, Gesangbuchherausgeber und Übersetzer der Bibel in die litauische Sprache, war von 1726 bis 1763 Pfarrer[14] an der Kirche Popelken
- Arthur Gütt (1891–1949), Arzt und als Eugeniker Verfechter der Nationalsozialistischen Rassenhygiene